# Pierre Hupé
Pierre Hupé (Baye, 22 maart 1907 – Parijs, 23 augustus 2003) was een Franse paleontoloog.
Hupé studeerde aan de Universiteiten van Straatsburg en Nancy, waar hij in 1931 met hoge cijfers afstudeerde bij de geneticus Lucien Cuenot. Hupé was een uitstekende tekenaar, waarvoor hij ook prijzen heeft gewonnen op de universiteit. Daarna was hij docent. In de jaren 1930 voerde hij de eerste geologische inventarisatie van de Pyreneeën uit in opdracht van professor Charles Jacob. Tijdens de Tweede Wereldoorlog was hij officier bij de artillerie en ontving daarvoor het Croix de Guerre. Van 1945 tot 1949 werkte hij voor het Centre national de la recherche scientifique en vanaf 1951 aan het Geologisch Laboratorium van de Sorbonne. In 1960 werd hij benoemd tot hoogleraar paleontologie aan de Sorbonne (later de Universiteit van Parijs VI, Pierre et Marie Curie) en hij stichtte in 1967 het Laboratorium voor Paleontologie van de ongewervelde dieren, waar hij tot zijn pensionering in 1977 werkte. Dit laboratorium werd in 1987 opgeheven.
Hupé is vooral bekend geworden door de als klassiek bekendstaande publicaties over trilobieten. Hij publiceerde in de jaren 1950 een herziene classificatie van trilobieten. Op uitnodiging van de Marokkaanse Geologische Dienst maakte hij in 1952 een monografie van de trilobieten van het Onder Cambrium in Marokko, die mede de basis vormde voor een inventarisatie van de stratigrafie van het Cambrium en Ordovicium van Zuid-Marokko. Met dit werk verwierf hij internationale erkenning. In 1957 kreeg hij de Charles Doolittle Walcott Medal. In 1959 promoveerde hij op een proefschrift getiteld “Nouvelle contribution a l´etude du Cambrien Marocain”.
Hij liet zijn trilobietencollectie na aan de Universiteit van Rennes en het Museum voor Natuurhistorie in Le Havre.

## Publicaties
- Classe des Trilobites. In: Piveteau J. Traite de Paléontologie, Volume 3, Masson 1953, pp 44 tot 246.
- Classification de Trilobites, Annales de Paléontologie, 1953, 1955
- Contribution a l'etude du Cambrien inferieur le Precambrien III et de l'Antiatlas marocain, Notes et Memoires, Service des Mines et de la Carte du Maroc Geologique, Volume 103, 1953, pp 1–402.

- Bibliothèque nationale de France: cb10859886h (data)
- Gemeinsame Normdatei: 117070300
- International Standard Name Identifier: 0000 0000 5808 9889
- Library of Congress Control Number: no2001022917
- Système universitaire de documentation: 073941255
- Virtual International Authority File: 79015164
- WorldCat: E39PBJxRCbbwKJkw3vrmDptHYP